# Season of da Siccness
Season of da Siccness es el álbum de estudio debut del rapero estadounidense Brotha Lynch Hung. En sus letras, se destacan principalmente el contenido grotesco y ultraviolento.
El álbum fue grabado en Sacramento, California. Este álbum tiene varias apariciones de artistas como Mr. Doctor, Ron Foster, X-Raided, Zigg Zagg, Zoe, Sicx, Hyst, y Babe Reg.

## Recepción
A pesar de ser uno de los álbumes más controversiales de Lynch (justamente por su alto contenido oscuro y violento), en el año 2009, en Fangoria: el álbum fue calificado como "el álbum de horrorcore más irónico y popular".[cita requerida]

## Lista de canciones
1. "Cusche Break"
2. "Sicc Made"
3. "Dead Man"
4. "Rest in Piss"
5. "Get da Baby"
6. "Return of da Baby Killa"
7. "Locc 2 da Brain"
8. "Q-Ball"
9. "Liquor Sicc"
10. "40 Break"
11. "Datz Real Gangsta"
12. "Deep Down"
13. "Dead Man Walking"
14. "781 Redrum"
15. "Season of da Siccness"
16. "Welcome 2 Your Own Death"
17. "Real Loccs"
18. "Inhale With da Devil"

- Datos: Q1937764